# Comarca de Santiago
Santiago is een comarca van de Spaanse provincie A Coruña. De hoofdstad is Santiago de Compostella, de oppervlakte km² en het heeft 172.466 inwoners (2005).

## Gemeenten
Ames, Boqueixón, Brión, Santiago de Compostella, Teo, Val do Dubra en Vedra.
1. ↑  https://www.ine.es/dynt3/inebase/index.htm?padre=525.